# Río Grande (La Coruña)
El río Grande (en gallego también río do Porto y río da Ponte) es un río costero del noroeste de la península ibérica que discurre por la provincia de La Coruña, en Galicia, España, y desemboca en la ría de Camariñas.

## Nombre
En los mapas de Galicia anteriores al siglo XIX, el río se denomina río de A Ponte. En la Carta Geométrica de Galicia de Domingo Fontán (1834) aparece como "río del Puerto", nombre común a partir de ese momento. En una obra de Ramón Otero Pedrayo en A Nosa Terra (1925), aparece por primera vez el nombre gallego de río do Porto.
La primera mención del nombre "río Grande" se encuentra en el Mapa Topográfico Nacional de 1959.[cita requerida]

## Curso
El Grande nace en el pico de Meda, en la parroquia de Santa Sabina. Recorre 40 km por los municipios de Santa Comba, Zas, Vimianzo y Camariñas. Las principales localidades que atraviesa son Bayo y Puente del Puerto.
Recibe las aguas de un buen número de ríos y arroyos como el río Sisto, el río Zas o Lamas y el río Vilar o Xora.
En el río del Grande se encuentran los batanes de Mosquetín. Entre los puentes que la cruzan, destaca el de Bayo. Cerca de la desembocadura, se aprovechó una fuerte pendiente para construir una presa, desde la cual un canal conduce a la central eléctrica de Carantoña.